# Marco Terêncio Varrão Lúculo
Marco Terêncio Varrão Lúculo (116–55 a.C.; em latim: Marcus Terentius Varro Lucullus) foi um político da gente Terência da República Romana eleito cônsul em 73 a.C. com Caio Cássio Longino. Era filho de Lúcio Licínio Lúculo, pretor em 104 a.C., e irmão de Lúcio Licínio Lúculo, cônsul no ano interior.
Assim como seu irmão, lutou ao lado de Sula na guerra civil comandando o exército dos optimates na Batalha de Fidência. Como recompensa pelos seus serviços, recebeu uma posição no Colégio de Pontífices. Foi edil plebeu nos anos 70 a.C. e pretor em 75 a.C, alcançando o consulado em 73 a.C., quando teve a oportunidade de promulgar a Lex Terentia Cassia Frumentaria. Como procônsul da Macedônia, em 72 a.C., derrotou os bessos na Trácia. Cruzou o Danúbio e alcançou a costa ocidental do mar Negro, conquistando muitas bases de Mitrídates VI, rei do Ponto. Quando voltava para Roma, foi enviado para ajudar Crasso na Terceira Guerra Servil, mas o conflito terminou antes que pudesse fazer qualquer coisa. Celebrou um triunfo por conta de suas vitórias na Trácia, sua última participação ativa na política, com exceção de algumas opiniões sobre certas leis.
Hábil orador e de hábitos luxuosos, é frequentemente comparado com seu irmão, do qual cuidou quando ficou doente e para quem organizou os ritos funerários depois da morte, morrendo ele próprio não muito depois. Passaria para a posteridade como um grande general, a ponto de Cícero colocá-lo no mesmo nível do irmão.

## Nome
Varrão Lúculo nasceu com o nome de "Marco Licínio Lúculo", mas, ao ser adotada pelo obscuro Marco Terêncio Varrão, trocou por "Marco Terêncio Varrão Lúculo", nome com o qual aparece nos Fastos Capitolinos. Alguns historiadores como Wilhelm Drumann chegaram a defender que seu nome, depois da adoção, seria "Marco Terêncio Varrão Liciniano", mas foi refutado por William Smith. As fontes clássicas o chamam de "Lúculo" ou "Marco Lúculo".

## Família e primeiros anos
Lúculo nasceu em Roma por volta de 116 a.C.. Era filho de Lúcio Licínio Lúculo, que foi pretor em 104 a.C. e participou, sem muito êxito, da Segunda Guerra Servil, e neto, por parte de pai, de Lúcio Licínio Lúculo, cônsul em 151 a.C.. Por meio de sua mãe, Cecília Metela Calva, era parente de alguns dos mais importantes romanos de sua época: a terceira esposa de Sula era a sua sobrinha Cecília Metela Dalmática; era primo de Quinto Cecílio Metelo Pio, cônsul em 80 a.C. e pontífice máximo, filho do irmão de Calva, Quinto Cecílio Metelo Numídico.
No início da década de 90 a.C., Varrão acusou, com seu irmão, o áugure Caio Servílio Vácia de cometer injustiças. Este teria sido o responsável, anos antes, de ter desterrado o pai dos dois para a Lucânia por acusações de concussão. Durante o julgamento ocorreram muitos atos de violência que resultaram inclusive em mortes e Vácia acabou tendo que fugir da cidade. Apesar disto, a população considerou "heroico" o ato dos dois jovens irmãos contra um mal-feitor, o que lhes deu grande popularidade.

## Guerra Civil

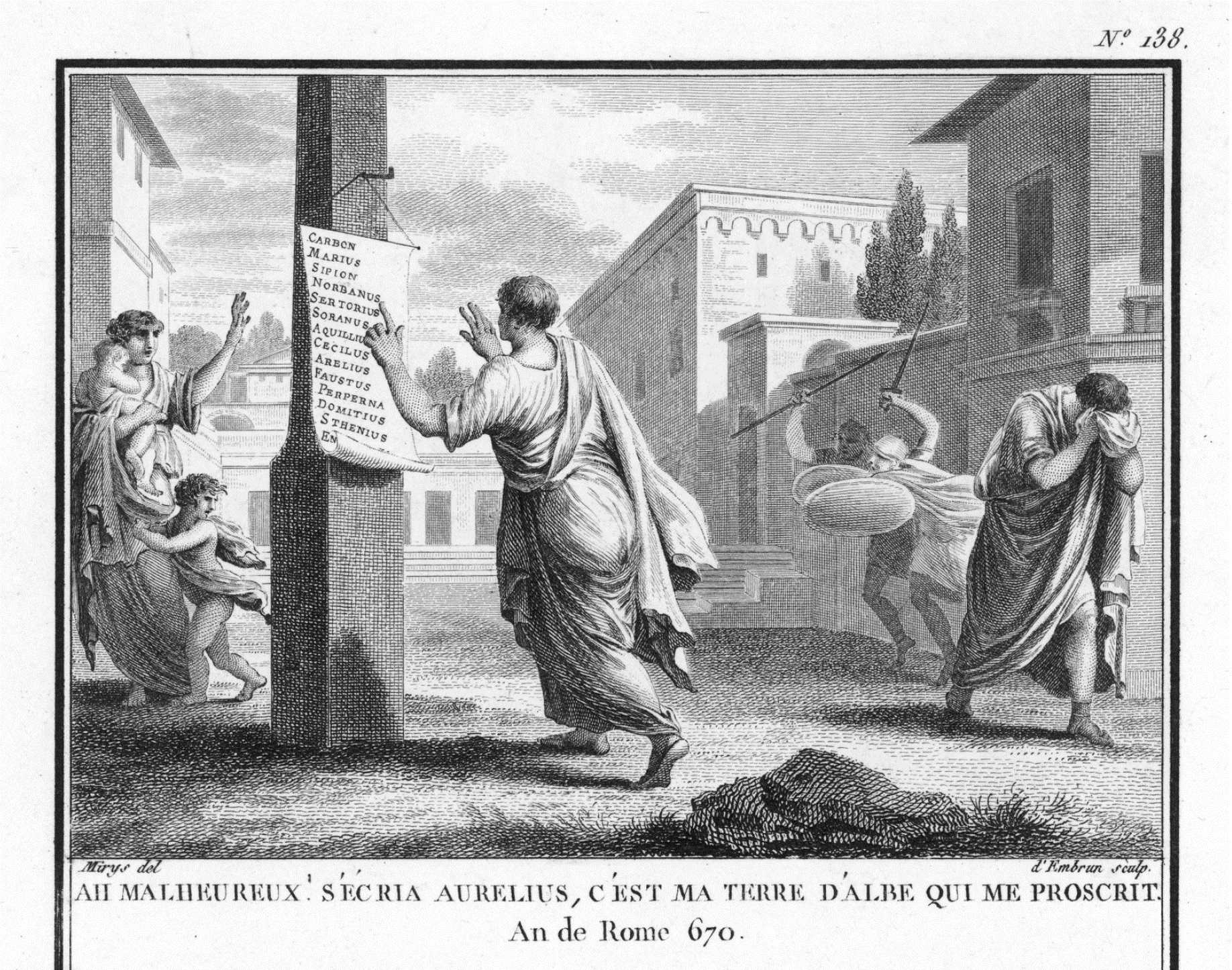
Proscrição de Sula depois que Cina e Mário tomaram Roma depois da partida de Sula.

Em 88 a.C., irrompeu a guerra civil entre os optimates e os populares. O tribuno da plebe popular Públio Sulpício Rufo propôs, com o apoio de Caio Mário, muitas reformas. Como Sula se recusou a aceitá-las, foi expulso de Roma e partiu para o oriente para comandar a Primeira Guerra Mitridática. Quando os populares tentaram retirar-lhe este comando, Sula realizou um ato inédito: com seu exército, marchou sobre Roma e, depois de morto Sulpício, ordenou a execução de diversas outras pessoas, incluindo Mário, que conseguiu escapar. Depois que Sula partiu para lutar contra Mitrídates VI em 87 a.C., seus adversários, liderados por Mário e Cina, tomaram a cidade de Roma à força e proscreveram seus inimigos políticos. Em 83 a.C., terminada a guerra no oriente, Sula retornou à Itália e aniquilou os exércitos populares no sul, enviando Metelo Pio para fazer o mesmo com os do norte, comandados por Cneu Papírio Carbão e Caio Norbano Balbo.
Varrão Lúculo lutou sob as ordens de Metelo Pio, que era seu primo, durante os primeiros meses de 82 a.C., que, no início de setembro, o enviou à frente de duas legiões a Placência para combater os populares. Metelo ficou em Favência à frente de quatro legiões e venceu o exército de Norbano na batalha de mesmo nome. Quando Varrão Lúculo soube da vitória, avançou sobre o acampamento de Lúcio Quíncio, o principal legado Norbano, estava em Fidência com cinco legiões. Apesar de sua inferioridade numérica, suas tropas lutaram com tamanho valor que se saíram vitoriosas. Os populares perderam 18 000 homens enquanto que os optimates, apenas uns poucos.
Depois da Batalha de Fidência acabou-se o domínio popular no norte. no sul, Sula venceria a Batalha da Porta Colina, encerrando assim a guerra civil.

## Eleição como pontífice

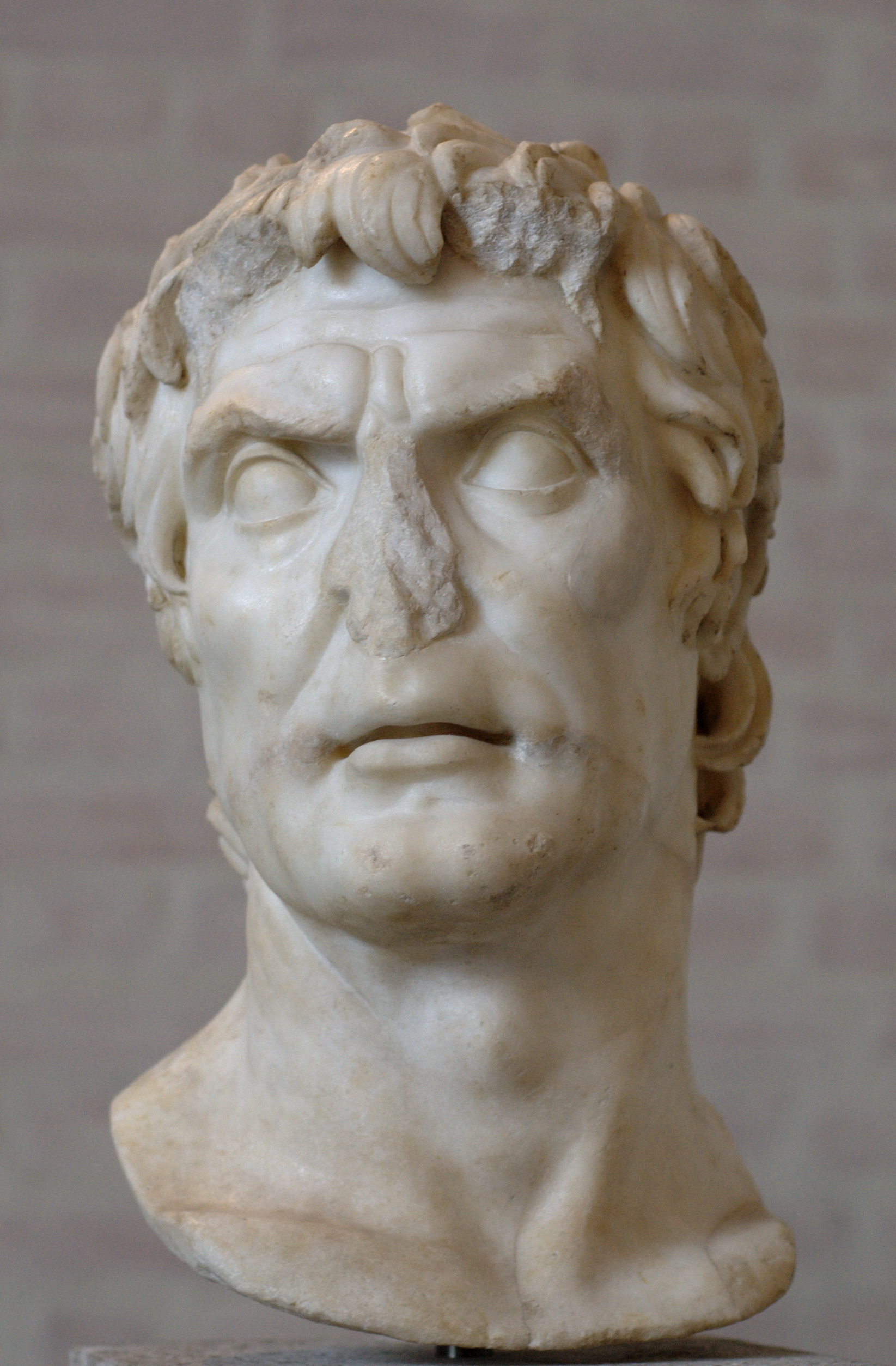
Sula, o principal aliado de Lúculo.
Busto de Sula na Gliptoteca de Munique, na Alemanha.

Em 81 a.C., Sula aumentou o número de pontífices, de nove para quinze, com o objetivo de colocar mais aliados no Colégio de Pontífices. Como recompensa por seus serviços prestados na guerra civil — e com a ajuda de seu primo, Metelo Pio, que era o pontífice máximo — Lúculo foi um dos eleitos.
Os pontífices pertenciam a um dos quatro colégios maiores de sacerdócio que haviam em Roma. Eles eram encarregados de convocar e presidir as assembleias para eleger o pontífice máximo, de atuar como porta-vozes perante o Senado Romano relembrando as leis sagradas aos magistrados, de intercalar os meses no calendário, se necessário, e de controlar adoções e leis funerárias, entre outras coisas. O posto era de caráter vitalício e compatível com todos os postos políticos e militares, estando todos sob a autoridade imediata do pontífice máximo.

## Ascensão política
Não se sabe exatamente quando foi questor, mas parece ter ocupado oposto ainda na ditadura de Sula, já que foi processado mais tarde por Caio Mêmio por atos ilegais cometidos enquanto questor nesta época.
Em 79 a.C., exerceu o cargo de edil plebeu com seu irmão, Lúcio Licínio Lúculo, que, já estando apto a postular a posição antes, decidiu esperar até que Varrão Lúculo tivesse a idade certa para compartilhar com ele a honra. Durante seu mandato, celebrou com ele jogos magníficos, famosos ainda uma década depois, na época de Cícero. Pela primeira vez se celebraram em Roma combates no circo entre elefantes e touros.
Foi eleito pretor peregrino em 77 a.C., responsável pelos casos entre não-cidadãos. Foi juiz em um caso contra Caio Antônio Híbrida, acusado pelos habitantes da província romana da Acaia de saquear campos e templos para benefício próprio. O advogado do acusador, Júlio César, demonstrou a culpa do acusado e Varrão Lúculo determinou a sua pena. Porém, Híbrida apelou aos tribunos da plebe, que interpuseram seu veto por motivos políticos contra César.

## Consulado (73 a.C.)
Em 74 a.C., Lúculo se apresentou como candidato ao consulado para o ano seguinte e foi eleito com Caio Cássio Longino. Durante seu mandato, promulgou, com seu colega, uma lei frumentária chamada "Ley Terentia Casia Frumentaria", que recuperou o sistema de distribuição de cereais em Roma que havia sido abolido por Sula.
Como todas as leis frumentárias, esta baixava o preço do trigo para patamares aceitáveis para os mais pobres: uma pessoa podia comprar, mensalmente, cinco módios de trigo com 6⅓ asses. Para conseguir o trigo, o Estado encarregou a todos os governadores das províncias romanas a tarefa de comprá-lo a um preço fixo, determinado pelo tesouro público.

## Campanha na Trácia

Localização dos bessos ("bessoi") na época da Conquista romana da Trácia

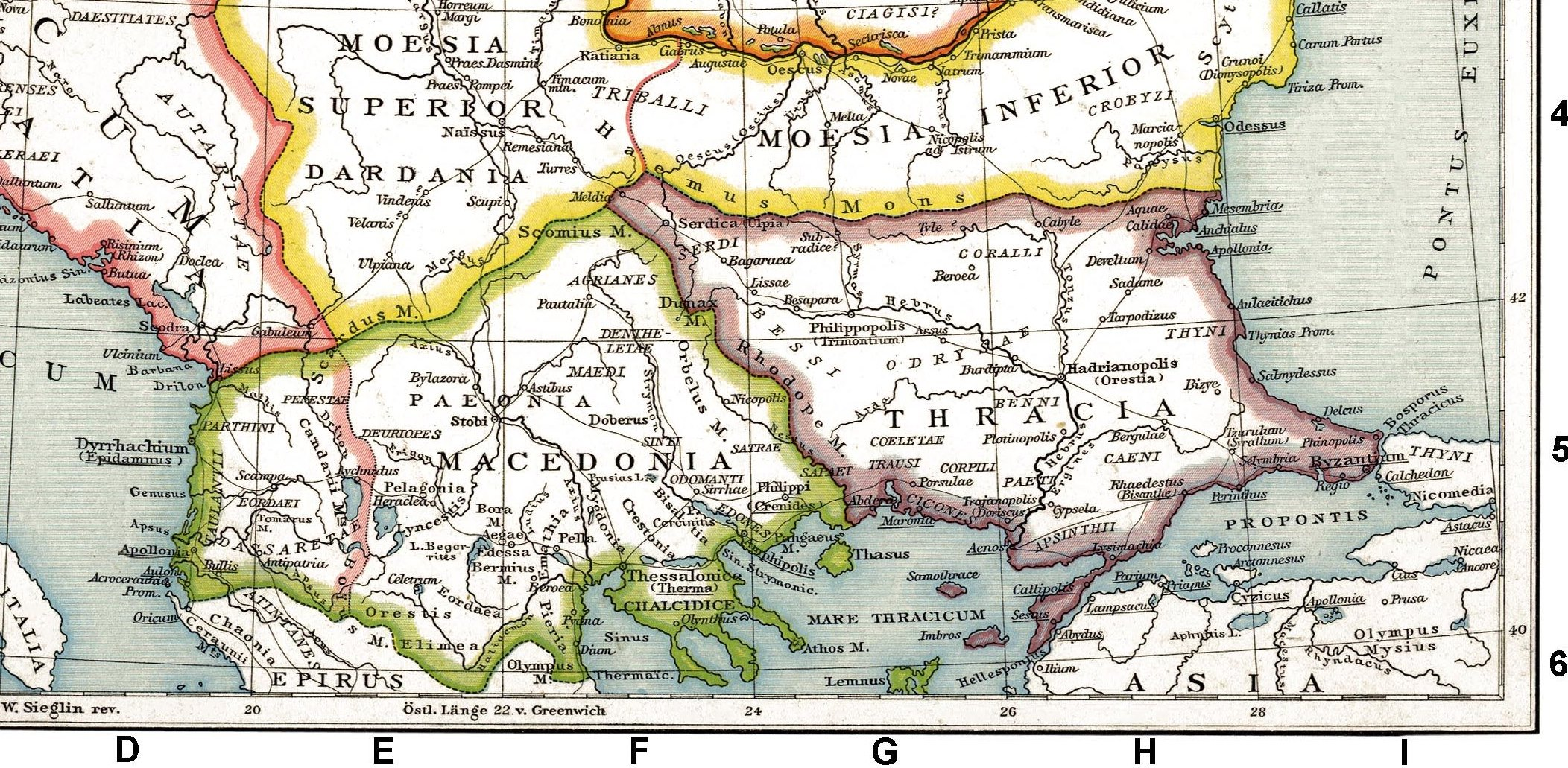
Mapa das províncias romanas da Macedônia, da qual Varrão Lúculo foi governador, e da Trácia

Ao término de seu mandato como cônsul, Varrão Lúculo recebeu o governo da província da Macedônia e partiu imediatamente com poderes proconsulares. Ao norte da província viviam as tribos trácias, que, nos anos anteriores, vinham periodicamente atacando a fronteira. Cneu Cornélio Dolabela e Ápio Cláudio Pulcro haviam conseguido contê-los depois de anos de combate, mas fronteira permanecia instável. Assim, Caio Escribônio Curião havia atacado os dardânios, saindo vitorioso, mas não havia conseguido vencer a tribo dos bessos.
Quando, no princípio de 72 a.C., Varrão Lúculo chegou à sua província, decidiu que o primeiro a fazer era submetê-los e imediatamente marchou para o território dos bessos à frente de cinco legiões. Encontrou-se com eles perto do monte Hemo e, depois de vencê-los na Batalha do Monte Hemo, seguiu para Uscudama, a capital inimiga, tomando-a no mesmo dia. Depois da submissão dos bessos, Varrão Lúculo conseguiu converter o Reino Odrísio em um estado satélite da República Romana.
Enquanto isto, Lúcio Licínio Lúculo, seu irmão, combatia na Anatólia contra o rei do Ponto Mitrídates VI que tinha também territórios na Trácia. Varrão Lúculo seguiu para estes territórios e capturou muitas cidades em ambas as margens do Danúbio, entre elas Apolônia, Calate, Tômis e Istro.

## Regresso a Roma
Entretanto, na Itália, setenta escravos que haviam se revoltado e liderados por Espártaco — um gladiador — havia fugido e derrotado as forças locais. O bando rapidamente cresceu e chegou a enorme número de 20 000 foragidos e derrotou diversas a cônsules e procônsules romanos, marchando por toda a Itália.
Finalmente, o comando da guerra foi entregue a Marco Licínio Crasso, que finalmente conseguiu vencê-los em combate e os encurralou na Calábria. O Senado decidiu enviar Varrão Lúculo e Pompeu como reforços, mas ambos chegaram depois que Espártaco, sabendo da chegada deles, atacou diretamente as forças de Crasso. Os romanos venceram a Batalha do Rio Silário, encerrando a revolta.
O Senado Romano conferiu a Lúculo um triunfo por suas vitórias na Trácia, celebrado ainda no mesmo ano (71 a.C.). Entre os troféus exibidos pro ele, destacava-se a colossal estátua de Apolo capturada em Apolônia, com trinta côvados de altura, que posteriormente seria colocada no Capitólio.

## Anos finais e morte
Terminado seu triunfo, Varrão Lúculo se retirou da vida pública por alguns anos. Em 67 a.C., foi um dos dez legados enviados até a Ásia para resolver aos assuntos romanos na região e para estabelecer a nova província romana do Ponto, mas não conseguiu por conta da reviravolta ocorrida na situação local. No ano seguinte, foi acusado pelo tribuno da plebe Caio Mêmio Gêmelo de cometer injustiças quando lutava sob as ordens de Sula. Foi declarado inocente, mas Mêmio acusou em seguida seu irmão de diversas outras coisas, atrasando seu triunfo sobre Mitrídates VI por alguns anos.
Juntamente com Cátulo, Hortênsio e outros, opôs se, em 65 a.C., a certas medidas do tribuno da plebe Caio Cornélio. Apoiou rapidamente Cícero, quando este, descoberta a Conspiração de Catilina, tomou medidos para suprimi-la. Ainda assim, quando o tribuno Públio Clódio Pulcro demoliu a casa de Cícero e construiu em seu lugar um templo, intervindo para que lhe fosse autorizada a reconstrução. Depois disto, retirou definitivamente da vida pública.
Quando seu irmão, Lúcio Licínio Lúculo, já muito idoso, ficou doente, encarregou-se cuidar de seus bens. Lúcio morreu logo depois e todo o povo romano se comoveu com sua morte. Foi cogitada a realização de suas exéquias no Campo de Marte, uma honra exclusiva, mas como eram necessários grandes preparativos para uma cerimônia como esta e sua morte havia sido inesperada, Marco decidiu fazê-lo em sua villa em Túsculo. Ele próprio morreria logo em seguida, provavelmente por volta de 55 a.C..

## Caráter e influência
Sabe-se muito pouco sobre seu caráter. Cícero o elogiou em várias ocasiões, chegando a afirmar que ele estaria no mesmo nível de Lúcio Licínio Lúculo, seu irmão. Os dois foram grandes amigos, o que, sem dúvida, lhes foi muito favorável. A julgar pelos atos de campanha contra os bessos, Marco parece ter sido muito menos clemente que Lúcio. Quanto às suas habilidades oratórias, Cícero conta que ele era digno de considerável mérito, mas não estava entre os maiores de seu tempo. Também parece ter compartilhado, em certa medida, o amor de seu irmão pelas coisas luxuosas, ainda que sem os mesmos excessos.

## Bibliografía